# Davincia
Davincia is een geslacht van vliesvleugeligen uit de familie Eulophidae. De wetenschappelijke naam van dit geslacht is voor het eerst geldig gepubliceerd in 1924 door Alexandre Arsène Girault.

## Soorten
Het geslacht Davincia is monotypisch en omvat slechts de volgende soort:
- Davincia arboris Girault, 1924